# 735 (numero)
Settecentotrentacinque (735) è il numero naturale dopo il 734 e prima del 736.

## Proprietà matematiche
- È un numero dispari.
- È un numero composto con 12 divisori: 1, 3, 5, 7, 15, 21, 35, 49, 105, 147, 245, 735. Poiché la somma dei suoi divisori (escluso il numero stesso) è 633 < 735 un numero difettivo.
- È un numero fortunato.
- È un numero congruente.
- È un numero palindromo nel sistema di numerazione posizionale a base 6 (3223) e in quello a base 34 (LL). In quest'ultima base è altresì un numero a cifra ripetuta.
- È divisibile per il prodotto delle sue cifre, nel sistema numerico decimale.
- È un numero malvagio.
- È parte delle terne pitagoriche (252, 735, 777), (392, 735, 833), (441, 588, 735), (616, 735, 959), (700, 735, 1015), (735, 980, 1225), (735, 1088, 1313), (735, 1456, 1631), (735, 1764, 1911), (735, 2520, 2625), (735, 3564, 3639), (735, 4256, 4319), (735, 5488, 5537), (735, 5980, 6025), (735, 7700, 7735), (735, 10792, 10817), (735, 12852, 12873), (735, 18000, 18015), (735, 30008, 30017), (735, 38584, 38591), (735, 54020, 54025), (735, 90036, 90039), (735, 270112, 270113).

## Astronomia
- 735 Marghanna è un asteroide della fascia principale del sistema solare.
- NGC 735 è una galassia spirale della costellazione del Triangolo.

## Astronautica
- Cosmos 735 è un satellite artificiale russo.